# Undertow (filme de 2004)
Undertow (br: Contra Corrente) é um filme de thriller psicológico estadunidense de 2004, co-escrito e dirigido por David Gordon Green e estrelado por Jamie Bell, Devon Alan, Dermot Mulroney e Josh Lucas. Rodado na Geórgia, o filme conta a história de dois meninos perseguidos por um tio assassino.
O filme estreou no Festival de Cinema de Deauville, e foi lançado em 22 de outubro de 2004 nos Estados Unidos. Undertow obteve críticas mistas por parte da imprensa, mas foi reconhecido com um prêmio especial por sua produção cinematográfica no National Board of Review Awards de 2004.

## Elenco
- Jamie Bell como Chris Munn
- Dermot Mulroney como John Munn
- Devon Alan como Tim Munn
- Shiri Appleby como Violet
- Josh Lucas como Deel Munn
- Terry Loughlin como oficial Clayton
- Robert Longstreet como Bern
- Eddie Rouse como Wadsworth Pela
- Patrice Johnson como Amica Pela
- Charles "Jester" Poston como Hard Hat Dandy
- Kristen Stewart como Lila

## Recepção
No Rotten Tomatoes, o filme possui uma taxa de aprovação de 55% com base em 120 avaliações, com uma classificação média de 5,96/10. O consenso dos críticos do site diz: "Os elementos delicadamente fantásticos de Undertow são equilibrados por personagens totalmente realizados e uma história com peso emocional genuíno e constante". No Metacritic, o filme obteve uma pontuação de 63% com base em 30 críticas.